# Vương quốc Liên hiệp Hà Lan

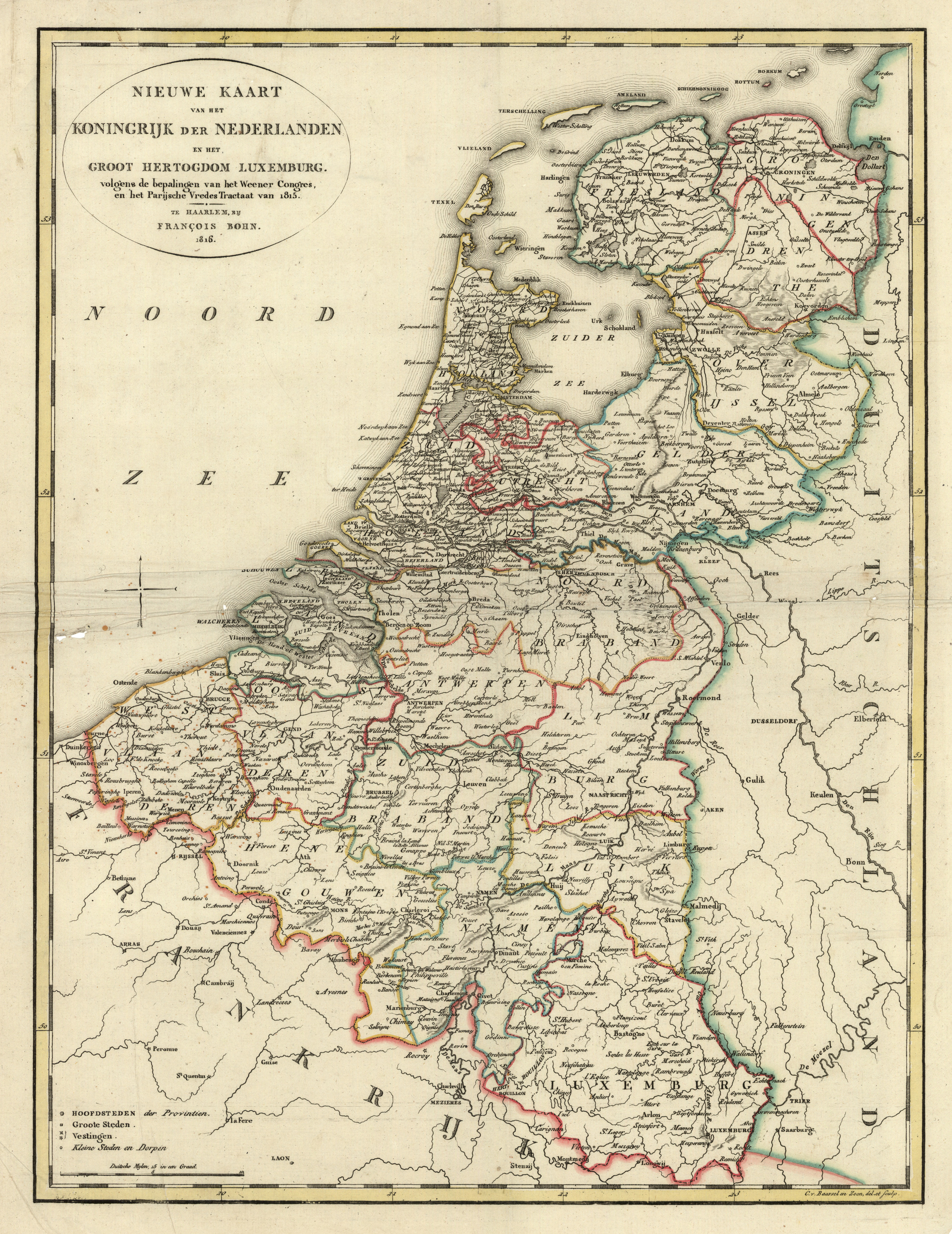
Bản đồ mới của Vương quốc Hà Lan và Đại công quốc Luxembourg, 1815

Vương quốc Liên hiệp Hà Lan (tiếng Hà Lan: Verenigd Koninkrijk der Nederlanden, tiếng Tây Frisia: Feriene Keninkryk fan de Nederlannen, tiếng Luxembourg: Vereenegt Kinnekräich vun den Nidderlanden, tiếng Pháp: Royaume-Uni des Pays-Bas) là một cựu chính thể tồn tại từ 1815 đến 1839.